# Sveriges U21-herrlandslag i handboll
Sveriges U21-herrlandslag i handboll representerar Sverige i handboll under U20-EM och U21-VM för herrar.
Sveriges U21-landslag har som de andra storlagen fått fram fantastiska spelare som senare varit ute i Europa och dominerat med a-landslaget.

## Historia
Under U21-VM 1985 var bland annat Staffan Olsson, Ola Lindgren och Magnus Wislander med i silverlaget som föll mot Sovjetunionen.

### U21-VM 2003
2003 vann man VM-guld för första gången i Brasilien efter finalseger mot Danmark med 36–34 efter förlängning. Laget bestod av Anders Persson, Richard Kappelin, Oscar Jensen, Lukas Karlsson, Martin Bystedt, Jonas Larholm, Robert Johansson, Nicklas Grundsten, Niklas Forsmoo, Joacim Ernstsson, Kim Andersson, Fredrik Petersen, Olof Ask, Sebastian Geissler, Fredrik Lindahl och Rasmus Wremer. Förbundskapten var Ingemar Linnéll som sedan efterträdde Bengt Johansson som FK för Svenska Landslaget.
Stjärnorna var Kim Andersson, Jonas Larholm, Fredrik Lindahl, Joacim Ernstsson och inte minst Richard Kappelin som blev matchhjälte i finalen. Kim Andersson blev världsspelare och Jonas Larholm internationell storspelare. De två som dessutom lyckades i landslaget var Fredrik Petersen och Lukas Karlsson. Fredrik Lindahls karriär har förstörts av skador.

### U21-VM 2007
I och med Sveriges stora fall i världshandbollen under 2000-talets första decennium hade svenska U-landslaget haft stor press på sig att få fram nya bra spelare som en dag ska ta över. Den återväxten kan anses ganska god, då årgången 1986-1987 mycket överraskande vann VM-guld i Makedonien 2007.
Truppen bestod av Johan Sjöstrand, Andreas Palicka, Alexander Borgstedt, Richard Blank, Johan Elf, Charlie Sjöstrand, Joakim Bäckström Emil Berggren, Marcus Tobiasson, Victor Fridén, Tobias Warvne, Johan Jakobsson, Magnus Johansson, Leonel Ojala, Björn Nordmark (lagkapten) och Anders Hallberg. Förbundskapten var Gunnar Blombäck den gamle IFK Skövde tränaren.

#### Finalen
I finalen vann Sverige över Tyskland 31–29 (13–18). I första halvlek var tyskarna bättre på det mesta och drog som mest ifrån till en femmålsledning. Därför var det nog få som vågade tro att Sverige skulle ha något att säga till om när andra halvlek blåstes igång.
Sverige var som förbytta, och man verkade nu ha beslutat sig för att satsa allt. Och satsningen gav resultat. Tyskarnas ledning minskade undan för undan och när det som mest behövdes började målvakten inhoppande Andreas Palicka (som ersatte Johan Sjöstrand, som annars hade varit strålande i turneringen) att storspela och försvaret blev mer stabilt och anfallet började se bättre ut, mycket ledda av vänstersexan Joakim Bäckström, mittnian Johan Elf, högersexan Viktor Fridén och vänsternian Tobias Warvne. Sverige vann andra halvlek med 18-11. Snacka om spelvändning.
Upphämtningen i målprotokollet började efter 34 minuter vid underläge 13–20 (!), målen började ramla in, reducering till 16–22 och sedan fem raka mål till 21–22, bland annat fyra mål från kanten av Joakim Bäckström (Redbergslids IK) och kvitteringen till 23–23. Lagen följdes sedan åt till 26–26 innan Sverige tog en ledning som man sedan aldrig släppte.
Vild svensk glädje utbröt i hallen efter slutsignalen. När röken lagt sig visade resultattavlan: Sverige-Tyskland 31–29.
Svenskarna lade, med tio minuter kvar av matchen, in stöten och trots att laget under i stort sett hela matchen legat under konstant kändes segern odiskutabel.
Sveriges spelare i All-Star Team
- Målvakt: Johan Sjöstrand
- Högernia: Johan Jakobsson

### U21-VM 2013
För Sverige inleddes slutspelet med fem raka segrar i gruppspelet, Inledningsvis vann man mot Kuwait 30-20. Sen besegrades Egypten 34-21, Brasilien 29-28, Chile 42-15. Gruppspelet avslutades med seger över Spanien 37-27.
I åttondelsfinal besegrades Argentina med 36-21. Kvartsfinalen vann Sverige över Nederländerna med 30-25. I semifinalen blev det svensk seger över Frankrike med 29-24. I finalen vann svenskarna mot Spanien med 28-23. Facit: 9 raka segrar och två vinster över Spanien. 
Sverige åter världsmästare. Philip Stenmalm blev utsedd till Mest värdefulla spelare, Peter Johannesson togs ut som målvakt och Andreas Berg togs ut som vänstersexa i All Star Team.
Truppen bestod av Peter Johannesson, Marcus Holmén, Andreas Berg, Hampus Andersson, Jonatan Leijonberg, Anton Lindskog, Daniel Pettersson, Philip Stenmalm, Viktor Östlund, Olle Forsell Schefvert, Helge Freiman, Robert Månsson, Josef Pujol, Albin Lagergren, Andreas Flodman och Jakob Nygren. Förbundskaptener var Jan Karlsson och Magnus Andersson.

## U21-VM 2015

### Truppen
- Målvakter: Niklas Kraft, HK Malmö ; Tobias Thulin, Redbergslids IK.
- Vänsternio: Simon Jeppsson, Lugi HF; Niclas Fingren, IK Sävehof; Lukas Nilsson, Ystad IF, Jesper Lindgren, Eskilstuna Guif.
- Mittnio: Daniel Ekman, Eskilstuna Guif; Jesper Konradsson, Alingsås HK; Henrik Olsson, Ricoh HK.
- Högernio: Pontus Zetterman, HK Drott.
- Vänstersex: Emil Frend Öfors, Alingsås; Jerry Tollbring, Kristianstad.
- Mittsex: Viktor Rhodin, IK Sävehof; Erik Östling, Ricoh HK.
- Högersex: Niklas Mörk, Lugi HF, Emil Andersson, Eskilstuna Guif.

### Sveriges matcher i gruppspelet
- Sverige - Tunisien 35 - 27
- Sverige - Vitryssland 38 - 23
- Sverige - Paraguay 52 - 10
- Sverige - Holland 44 - 20
- Sverige - Ryssland 51 - 28

Sverige gruppvinnare.

### Åttondelsfinal
- Sverige - Portugal 33 - 30

### Kvartsfinal
- Sverige - Egypten 27-28  Sverige utslaget och fick spelas om 5-8 plats.

Match om 5:e plats Sverige - Vitryssland 37 - 33

## Meriter
| - U21-VM 1977 i Sverige (födda 1956): 6:a - U21-VM 1979 i Danmark och Sverige (födda -58): Brons - U21-VM 1981 i Portugal (födda -60): 4:a - U21-VM 1983 i Finland (födda -62): 4:a - U21-VM 1985 i Italien (födda -64): Silver - U21-VM 1987 i Jugoslavien (födda -66): 4:a - U21-VM 1989 i Spanien (födda -68): 7:a - U21-VM 1991 i Grekland (födda -70): Silver - U21-VM 1993 i Egypten (födda -72): 5:a - U21-VM 1995 i Argentina (födda -74): 12:a - U21-VM 1997 i Turkiet (födda -76): Ej kvalificerade - U21-VM 1999 i Qatar (födda -78): Silver - U21-VM 2001 i Schweiz (födda -80): Brons - U21-VM 2003 i Brasilien (födda -82): Guld - U21-VM 2005 i Ungern (födda -84): 15:e - U21-VM 2007 i Makedonien (födda -86): Guld - U21-VM 2009 i Egypten (födda -88): 5:a - U21-VM 2011 i Grekland (födda -90): 7:a - U21-VM 2013 i Bosnien och Hercegovina (födda -92): Guld - U21-VM 2015 i Brasilien (födda -94): 5:a - U21-VM 2017 i Algeriet (födda -96): 15:e - U21-VM 2019 i Spanien (födda -98): 11:a - U21-VM 2021 i Ungern (födda 2000): Inställt på grund av Covid-19-pandemin - U21-VM 2023 i Tyskland och Grekland (födda -02): 12:a | - U20-EM 1996 i Rumänien (födda 1976): 11:a - U20-EM 1998 i Österrike (födda -78): 5:a - U20-EM 2000 i Grekland (födda -80): Ej kvalificerade - U20-EM 2002 i Polen (födda -82): Ej kvalificerade - U20-EM 2004 i Lettland (födda -84): 5:a - U20-EM 2006 i Österrike (födda -86): Silver - U20-EM 2008 i Rumänien (födda -88): 4:a - U20-EM 2010 i Slovakien (födda -90): 5:a - U20-EM 2012 i Turkiet (födda -92): 4:a - U20-EM 2014 i Österrike (födda -94): Silver - U20-EM 2016 i Danmark (födda -96): 9:a - U20-EM 2018 i Slovenien (födda -98): 10:a - U20-EM 2020 i Kroatien (födda 2000): Inställt på grund av Covid-19-pandemin - U20-EM 2022 i Portugal (födda -02): 4:a - U20-EM 2024 i Slovenien (födda -04): 5:a |